# Фраита
Фраита (арабски: الفرائطة) е град в Мароко. Разположен е на 21 км югоизточно от град Ел Келаа дес Сраня. В мароканското преброяване през 2014 г. е регистрирано население от 11 298 души.